# Фернан Леже
Ферна́н Леже́, повне ім'я Жозе́ф Ферна́н Анрі́ Леже́ (фр. Joseph Fernand Henri Léger; * 4 лютого 1881, Аржантан, Нормандія, Франція — † 18 серпня 1955, Жіф-сюр-Івет, Нормандія, Франція) — французький художник, графік, скульптор, кінорежисер, один з піонерів кубізму.

## Біографія
Фернан Леже, народився в містечку Аржантан (департамент Орн у Нижній Нормандії) в родині торговця худобою, виховувала його сама мати, бо у віці чотирьох років він втратив батька. Вчився він мало і починав як архітектор, але відомо, що з ранніх років працював креслярем навчаючись у архітектора з Кану. 1900 року він влаштовується з допомогою своїх земляків — художників з Аржантану Андре Маре (André Mare) та Анрі Вьєля (Henri Viel) в Парижі.
Військову службу проходив в містечку Версаль.
У 1902—1903 рр. навчався в Школі декоративних мистецтв, потім в Школі красних мистецтв, але його відрахували. Свої роки навчання в офіційних навчальних закладах Леже пізніше зневажливо назвав «три порожні та марні роки».
У віці 25 років звернувся до живопису. На молодого тоді митця справили враження імпресіоністи і він працював з використанням їх настанов. Пізніше він знищив свої ранні твори як недосконалі.
У 1907 р. відвідав ретроспективну виставку творів Сезанна, і, сам прихильник прямокутних форм, звернувся до спрощених фігур у живо́писі.
У 1910 р. сформувалося мистецьке угруповання як відгалуження кубізму — «Група Пюто» (Puteaux Group). Леже приєднався до них, але в його творах зростали елементи абстракціонізму, відмови від фігуративного мистецтва. Перевага трубчастих конструкцій спонукала художніх критиків назвати цей період — тубізм. На відміну від імпресіоністів, Леже постійно використовує чорну фарбу з площинами чистих кольорів — синьої, червоної, жовтої, фіолетової. Устрій цих картин хаотичний, захаращений. незважаючи на спрощені форми.
На початку світової війни у 1914 р. мобілізований на фронт. У 1916 р. ледве не помер через отруєння іпритом, який використала німецька сторона проти своїх ворогів. Потрапив до шпиталю. Демобілізувався та одружився у грудні 1919 року.
У 1924 році Амеде Озанфан та Леже створили безоплатну художню школу, де разом з ними працювали жінки-художниці Олександра Екстер та Марі Лорансен.
У 1931 р. Леже відвідав Нью-Йорк, де виконав замовлення Нельсона Рокфеллера. А в 1935 р. Музей сучасного мистецтва в Нью-Йорку організував виставку його творів. У роки Другої світової війни Леже мешкав у Сполучених Штатах. 1945 року повернувся до Франції. На хвилі повоєнного піднесення вступив до лав комуністичної партії Франції.
Твори цього періоду менш абстрактні, художник звертається до сцен повсякденного життя, зображує будівників, акробатів, водолазів. звертається до створення вітражів, мозаїк, кераміки, поліхромних скульптур.
Перша дружина митця померла у 1950 р. Леже познайомився з Надією Ходасевич, білорускою за походженням. У 1952 р. вони побралися.
В останні роки життя встиг створити мозаїки та вітражі для Центрального університету Венесуели в місті Каракас, а також мозаїки для Оперного театру Сан-Паулу.
Леже помер 18 серпня 1955 р. в своєму будинку в Жіф-сюр-Івет, що в Нормандії.

## Найвідоміші твори

### Живопис
- Оголені в лісі, 1910
- «Дама в блакитному», 1912.
- Місто, 1919, Музей сучасного мистецтва, Нью-йорк
- Натюрморт з келихом для пива,1921, галерея Тейт
- Дві жінки, 1922, Національна галерея, Вашингтон.
- Оголена на червоному тлі, 1927.
- Дві сестри, 1935
- Адам та Єва, декільна версій
- Три музики, 1944.
- Портрет Наді Леже, 1949, Музей образотворчих мистецтв імені Пушкіна, Москва
- Будівники, 1951.
- Жінка з птахом, 1952.
- Птахи, 1953.

### Кіно
- фільм «Механічний балет» (фр. Ballet mécanique) (1924)

### Декоративне мистецтво
- панно для будинку ООН в Нью-Йорку (1952)
- фрески на стадіоні в Брюсселі (1935)
- Вітраж в Центральному університеті міста Каракас, Венесуела
- Мозаїка для оперного театру Ман Паулу.